# Троицкое (Баганский район)
Троицкое — село в Баганском районе Новосибирской области. Входит в состав Савкинского сельсовета.

## География
Площадь села — 18 гектар

## Население
| 1976 | 1995 | 2002 | 2007 | 2010 |
| ---- | ---- | ---- | ---- | ---- |
| 158  | ↘116 | ↘110 | ↘89  | ↘84  |

## История
Основано в 1909 году. В 1928 г. посёлок Троицкий состоял из 76 хозяйств, основное население — украинцы. Центр Троицкого сельсовета Черно-Курьинского района Славгородского округа Сибирского края.